# Strange Place for Snow
Albums de Esbjörn Svensson Trio
Good Morning Susie Soho
(2000) Seven Days of Falling
(2003)
Strange Place for Snow est un album studio du Esbjörn Svensson Trio.

## Description
Cet album possède le son caractéristique du trio scandinave, un mélange d’improvisation, d’influences rock et électro dans un cadre de trio acoustique. Les morceaux sont des compositions du groupe qui manifestent souvent un sens mélodique important. Volontiers mélancolique sur les ballades, le trio fait aussi preuve d’énergie sur le presque blues Spunky Sprawl ou sur When God Created The Coffee Break dont le thème rappelle autant Brad Mehldau que Johann Sebastian Bach. Long de 10 minutes, Behind The Yashmak est un véritable crescendo marqué par des influences drum and bass à la batterie,.

## Musiciens
- Esbjörn Svensson – Piano et claviers
- Magnus Öström – Batterie et percussions
- Dan Berglund - Basse

## Pistes
Toutes les compositions sont du Esbjörn Svensson Trio
1. The Message (5:10)
2. Serenade For The Renegade (4:26)
3. Strange Place For Snow (6:46)
4. Behind The Yashmak (10:22)
5. Bound For The Beauty Of The South (5:06)
6. Years Of Yearning (5:40)
7. When God Created The Coffee Break (6:33)
8. Spunky Sprawl (6:23)
9. Carcrash (5:05)

## Film
L'album Strange Place for Snow a été utilisé comme musique du film Dans ma peau de Marina de Van (2002).